# Schlacht von Lincoln (1141)
Clitheroe – Standartenschlacht – Lincoln – Winchester – Oxford – Wilton – Wallingford
Die Schlacht von Lincoln oder auch die Erste Schlacht von Lincoln fand am 2. Februar 1141 im Rahmen der Auseinandersetzung um die Nachfolge des 1135 verstorbenen englischen Königs Heinrich I. während des Englischen Bürgerkrieges statt.

## Schlachtverlauf
Die Armee von König Stephan belagerte Lincoln Castle, das von einer Garnison des Earls Ranulphs of Chester verteidigt wurde. Ranulph bat seinen Schwiegervater Robert of Gloucester, den Halbbruder der Kaiserin Matilda um Hilfe, der Ende Januar zusammen mit Miles de Gloucester und einer Entsatzarmee nach Lincoln marschierte. Mindestens ein Drittel der Kämpfer soll aus einem fürchterlichen walisischen Mob bestanden haben, der Ranulph unterstützte und unter Führung der Könige Cadwaladr ap Gruffydd von Gwynedd, Madog ap Maredudd von Powys und Morgan ab Owain von Caerleon stand. Stephan, der von den Earls of Richmond, Norfolk, Huntingdon, Surrey, Worcester und York sowie von Wilhelm von Ypern unterstützt wurde, zog der Entsatzarmee vor der Stadt entgegen.
Während die schwer bewaffneten Ritter des Earls of York die leicht bewaffneten Waliser auf dem Flügel niedermachen konnten, wurden die berittenen Ritter der königlichen Armee von den Rittern des Earls of Chester in die Flucht geschlagen. Der abgesessen kämpfende König wurde mit seinem Kontingent nun von allen Seiten eingeschlossen und musste sich nach tapferem Kampf ergeben, auch der Earl of Richmond geriet in Gefangenschaft. Die Stadt Lincoln, deren Bürger den König unterstützt hatten, wurde von den Siegern geplündert.
Der gefangene König wurde nach Bristol ins Gefängnis gebracht. Die Partei der Kaiserin konnte ihren Sieg jedoch nicht zur siegreichen Beendigung des Bürgerkrieges nutzen, da im September Robert of Gloucester in der Schlacht von Winchester gefangen genommen wurde. Matilda tauschte ihren Halbbruder gegen den König aus, so dass die Kämpfe weitergingen.